# Р-107

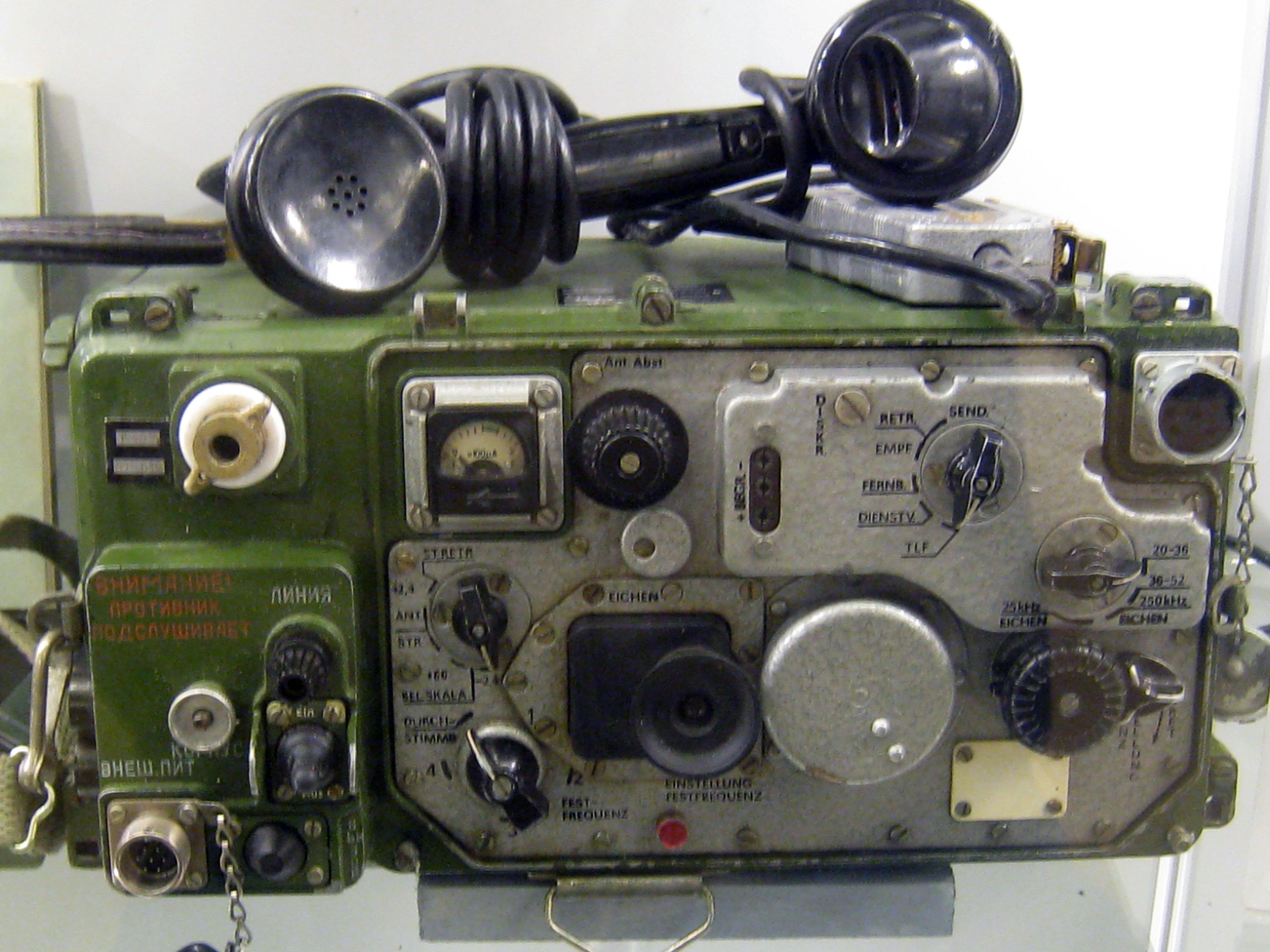

Р-107 — советская войсковая переносная радиостанция. Собрана на транзисторах и электронных лампах. Принята на вооружение в 1962 году.
Работает в диапазонах КВ и УКВ (20—52 МГц), в симплексном режиме с частотной модуляцией. Приёмник — супергетеродин с двойным преобразованием частоты. Передатчик — на основе LC-генератора, мощность — 1 Вт. Согласующее антенное устройство — с ручным приводом.
Источник питания — четыре последовательно включённых никель-кадмиевых аккумулятора типа КН14 или два 2КНП-20 (напряжение 4,8 В).
Вес основного блока — 21,5 кг, рабочего комплекта — 39,5 кг.
Модификация Р-107Т отличается тем, что вместо блока запоминания частот оборудована частотомером с цифровой индикацией.